# يحيى بن يعمر
أبو سليمان يحيى بن يعمر العدواني البصري (…- 129 هـ = …- 746 م) يكنى أبا عدي، من قبيلة عدوان القيسية من أهل الطائف, فكان فقيه، علامة، مقرئ، كان قاضي مرو، ويقال أنه  من اوائل من نقط المصحف الشريف، وكان من فضلاء الناس وعلمائهم، وله أحوال ومعاملات، حدث عن أبي هريرة وابن عباس وغيرهم من الصحابة. وحدث عنه عبد الله بن بريدة -وهو من طبقته- وقتادة، وعطاء الخراساني، وسليمان التيمي. وكان أحد الفصحاء، أخذ العربية عن أبي الأسود الدؤلي وعليه قرأ القرآن. وكان الحجاج قد نفاه، فأقبل عليه الأمير قتيبة بن مسلم وولاه قضاء خراسان، فكان إذا انتقل من بلد إلى بلد، استُخلف على القضاء بها، ثم إن قتيبة عزله لما قيل عنه: «إنه يشرب المُنَصَّف». قال أبو عمرو الداني: «روى القراءة عنه عرضا عبد الله بن أبي إسحاق وأبو عمرو بن العلاء».

## قصة نفية
فقد ذكر السيوطي أن الحجاج لما بنى واسطًا سأل الناس ماعيبها؟ قالوا: لا نعرف لها عيبًا، وسندلك على من يعرف عيبها؛ يحيى بن يعمر، فبعث إليه، فسأله فقال: بنيتها من غير مالك، ويسكنها غير ولدك؛ فغضب الحجاج وقال: ما حملك على ذلك! قال: ما أخذ الله على العلماء في علمهم ألا يكتموا الناس حديثًا، فنفاه إلى خراسان.
ويروى أن الحجاج بن يوسف قال له: أتجدني ألحن؟ فقال: الأمير أوضح من ذلك، فقال: عزمت عليك لتخبرني أألحن؟ قال يحيى: نعم، فقال له: في أي شيء؟ فقال: في كتاب الله، فقال: ذلك أشنع، ففي أي شيء من كتاب الله؟ قال قرأت (قُلْ إِن كَانَ آبَاؤُكُمْ وَأَبْنَاؤُكُمْ وَإِخْوَانُكُمْ وَأَزْوَاجُكُمْ وَعَشِيرَتُكُمْ وَأَمْوَالٌ اقْتَرَفْتُمُوهَا وَتِجَارَةٌ تَخْشَوْنَ كَسَادَهَا وَمَسَاكِنُ تَرْضَوْنَهَا أَحَبَّ إِلَيْكُم مِّنَ اللَّهِ وَرَسُولِهِ وَجِهَادٍ فِي سَبِيلِهِ فَتَرَبَّصُوا حَتَّىٰ يَأْتِيَ اللَّهُ بِأَمْرِهِ ۗ وَاللَّهُ لَا يَهْدِي الْقَوْمَ الْفَاسِقِينَ (سورة التوبة، الآية 24)) فرفعت أحب وهو منصوب فقال له الحجاج: طول لحيتك أوقعك، وكان طويل اللحية، فقال رجل ممن حضر: أيها الأمير حدثني كعب الأحبار أنه مكتوب في بعض الكتب أن اللحية مخرجها من الدماغ، فمن تفرط عليه لحيته في طولها يخف دماغه، ومن خف دماغه قل عقله، ومن قل عقله كان أحمق، والأحمق لا يسمع منه فقال الحجاج ليحيى: لا تساكني ببلد أنا فيه ونفاه إلى خراسان، وبها يزيد بن المهلب فكان عنده. قال محمد بن سلام: أخبرني أبي أن يزيد بن المهلب كتب إلى الحجاج: إنا لقينا العدو ففعلنا وفعلنا وضطررناه إلى عُرعُرة الجبل، فقال الحجاج: ما لابن المهلب وهذا الكلام؟ فقيل له: إن يحيى بن يعمر عنده فقال: ذال إذن.
وكان يستعمل الكلام البديئ والغريب في كلامه، فمن ذلك أنه قال لرجل خاصمته امرأته: آأن سألتك ثمن شكرها وسرك أنشأت تمطلهل وتصهلها. الشكر والسر النكاح، ويروى شبرك والشبر العطاء. وخاصم رجل رجلا في غلام فقال: باعني غلامًا أباقًا، فقال له يحيى ألا قلت: أبوقًا. توفي في خراسان. قال السيوطي وابن الأنباري والفيروزابادي توفي سنة 129 للهجرة.

## حدث عنه
عبد الله بن بريدة - وهو من طبقته - وقتادة، وعطاء الخراساني، وسليمان التيمي، ويحيى بن عقيل، وإسحاق بن سويد، وآخرون.
وكان من أوعية العلم وحملة الحجة.
قال أبو داود: لم يسمع من عائشة.

## وفاته
قال خليفة بن خياط: توفي يحيى بن يعمر قبل التسعين.